# 神山睦美
神山睦美（かみやま　むつみ、1947年 - ）は、日本の文芸評論家。思想評論家。

## 経歴
岩手県水沢市（現・奥州市）生まれ。1965年 岩手県立水沢高等学校卒業。1971年 東京大学教養学部教養学科フランス分科卒業。1972年 東京大学大学院人文科学研究科比較文学比較文化修士課程入学（修士を終えずに退学）。桐生外語学院、東進ハイスクール、河合塾文理など予備校講師を務める。

## 人物
全共闘活動の後、個人学習塾を開く。その後も、予備校の教壇に立ちながら、在野での思想、評論活動を行う。
詩、小説、思想と批評対象は多岐にわたり、通常1年交替の図書新聞文芸時評を3年間続けた。2013年3月17日「吉本隆明さん―逝去一年の会」の事務局代表をつとめ、毎年「横超忌」（吉本隆明を偲ぶ会）開催の決定に尽力した。文芸評論家の加藤典洋と親交があったが、その死に際して、毎日新聞にて「文芸評論家・神山睦美さん故・加藤典洋さんを語る」というインタビューに答えた。太平洋戦争時、三菱重工会長として東条英機の内閣顧問を務め、戦後A級戦犯となった郷古潔は大伯父にあたる。

## 受賞歴
- 2011年 『小林秀雄の昭和』で第2回鮎川信夫賞[7]。
- 2020年 『終わりなき漱石』で第22回小野十三郎賞[8]。

## 著作
- 『夏目漱石論序説』（国文社、1980年）
- 『成熟の表情―現代詩人論』（砂子屋書房、1981年）
- 『「それから」から「明暗」へ』（砂子屋書房、1982年）
- 『陰画（ネガ）としての基層』（砂子屋書房、1983年）
- 『差異とシステム』（砂子屋書房、1985年）
- 『シミュレーションとしての事件』（砂子屋書房、1986年）
- 『吉本隆明論考』（思潮社、1988年）
- 『家族という経験』（思潮社、1990年）
- 『服従という思想―他者のあらわれる場所』（思潮社、1994年）
- 『クリティカル・メモリ―死霊異聞』（砂子屋書房、1999年）
- 『実践国語文章講座』（砂子屋書房、2002年）
- 『小論文の時事ネタ本（人文・国際・情報系編）』（学習研究社、2003年）
- 『思考を鍛える論文入門』ちくま新書、2004年）
- 『夏目漱石は思想家である』（思潮社、2007年）
- 『読む力・考える力のレッスン』（東京書籍、2008年）
- 『二十一世紀の戦争』（思潮社、2009年）
- 『小林秀雄の昭和』（思潮社、2010年）
- 『大審問官の政治学』（響文社、2011年）
- 『漱石の俳句・漢詩』（笠間書院、2011年）
- 『希望のエートス　3・11以後』（思潮社、2013年）
- 『サクリファイス』（響文社、2015年）
- 『日々、フェイスブック』（澪標、2016年）
- 『日本国憲法と本土決戦』（幻戯書房、2018年）
- 『終わりなき漱石』（幻戯書房、2019年）
- 『「還って来た者」の言葉  コロナ禍のなかでいかに生きるか』（幻戯書房、2021）
- 『戦争とは何か』（澪標、2022年）
- 『奴隷の抒情』（澪標、2024年）

## 共著・編著
- 『家族論の現在 シリーズ変貌する家族 8』（上野千鶴子・鶴見俊輔・中井久夫・中村達也・宮田登・山田太一編集）
「主題としての家族―小説・詩・戯曲・映画」（岩波書店、1992年）
- 『ファミリィ・トライアングル―高齢化社会を超えて』（米沢慧との対話）（春秋社、1995年）
- 『1冊でわかる村上春樹』（村上春樹を読み解く会著　神山睦美監修）（KADOKAWA、2015年）
- 『短編で読み解く村上春樹』（村上春樹を読み解く会著　神山睦美監修）（マガジンランド、2016年）
- 『漱石における〈文学の力〉とは』（佐藤泰正編集）「『文学論』の再帰性」（笠間書院、2016年）
- 編著『未来の他者へ 『サクリファイス』『希望のエートス』批評集』（響文社、2017年）